# Sarasota Open 2025
Il Sarasota Open 2025 è stato un torneo maschile di tennis professionistico. È stata la 15ª edizione del torneo, facente parte della categoria Challenger 75 nell'ambito dell'ATP Challenger Tour 2025, con un montepremi di 100 000 $. Si è giocato dal 7 al 13 aprile 2025 sui campi in terra verde del Sarasota Sports Club di Sarasota, negli Stati Uniti.

## Partecipanti

### Teste di serie
| Nazionalità | Giocatore              | Ranking* | Testa di serie |
| ----------- | ---------------------- | -------- | -------------- |
| Stati Uniti | Eliot Spizzirri        | 129      | 1              |
| Argentina   | Federico Agustín Gómez | 140      | 2              |
| Stati Uniti | Mitchell Krueger       | 141      | 3              |
| Cile        | Tomás Barrios Vera     | 147      | 4              |
| Stati Uniti | Emilio Nava            | 164      | 5              |
| Kazakistan  | Dmitrij Popko          | 175      | 6              |
| Canada      | Liam Draxl             | 178      | 7              |
| Argentina   | Facundo Mena           | 188      | 8              |

* Ranking al 31 marzo 2025.

### Altri partecipanti
I seguenti giocatori hanno ricevuto una wild card per il tabellone principale:
- Martin Damm
- Garrett Johns
- Tyler Zink

I seguenti giocatori sono entrati in tabellone come alternate:
- Mathys Erhard
- Michael Mmoh
- Karue Sell

I seguenti giocatori sono passati dalle qualificazioni:
- Iñaki Montes de la Torre
- Juan Carlos Prado Ángelo
- Genaro Alberto Olivieri
- Daniel Dutra da Silva
- Patrick Maloney
- Gabi Adrian Boitan

I seguenti giocatori sono entrati in tabellone come lucky loser:
- Geoffrey Blancaneaux
- Corentin Denolly

## Punti e montepremi
| Torneo    | Torneo              | V     | F     | SF    | QF    | 2T    | 1T  | Q | Q2  | Q1  |
| Singolare | Punti               | 75    | 44    | 22    | 12    | 6     | 0   | 4 | 2   | 0   |
| Singolare | Premi in denaro ($) | 9 880 | 5 820 | 3 450 | 2 000 | 1 165 | 720 | – | 360 | 185 |
| Doppio    | Punti               | 75    | 44    | 22    | 12    | –     | 0   | – | –   | –   |
| Doppio    | Premi in denaro ($) | 4 250 | 2 450 | 1 480 | 880   | –     | 500 | – | –   | –   |

## Campioni

### Singolare
Emilio Nava ha sconfitto in finale  Liam Draxl con il punteggio di 6–2, 7–6(2).

### Doppio
Robert Cash /  James Tracy hanno sconfitto in finale  Federico Agustín Gómez /  Luis David Martínez con il punteggio di 6–4, 7–6(3).